# Her Mind
Her Mind (estilizado em caixa alta) é o segundo álbum de estúdio da cantora e compositora brasileira Urias. O álbum foi lançado em 8 de junho de 2023, através do selo Mataderos. Her Mind é um álbum poliglota, compreendendo as línguas espanhola, inglesa, portuguesa e trechos na lingua francesa.
Her Mind estreou na 1ª posição na parada de álbuns mais vendidos do iTunes Paraguay. A faixa “Magnata” alcançou a 1ª posição na parada de músicas mais vendidas do ITunesBrasil. O álbum foi precedido pelo lançamento de dois extended play (EP), Her Mind Pt 1 e Her Mind Pt 2, e inclui o single; "Neo Thang". Uma versão deluxe foi lançada em 21 de novembro de 2023, intitulada "Her Mind – Blossom Edition", que inclui três faixas inéditas: “Rolling”, “Trip” e “Suave”, além de um remix da música “Ultimate One”, com participação do rapper americano Cakes da Killa. No dia 19 de dezembro de 2024, foi lançado o álbum ao vivo "Her Mind (Live)", sendo este seu primeiro álbum ao vivo.

## Antecedentes
Após o lançamento do primeiro álbum da  carreira, intitulado Fúria, Urias deu continuidade aos trabalhos. Em maio de 2022, lançou o extended play (EP), Her Mind Pt 1. O álbum foi dividido em três partes. Sobre a primeira parte Urias declarou:

“É a primeira parte de uma mixtape focada em sons internacionais. Cada parte vai ter uma sonoridade, inspirado em música eletrônica e latina. A ideia surgiu de uma dúvida de como eu era por dentro. Espero que este trabalho alcance o maior número de pessoas possíveis e os mais diversos públicos. Quero que minha arte faça a diferença na vida das pessoas e sirva de inspiração para elas”— Urias
Em novembro de 2022, Urias lançou a segunda parte do álbum, Her Mind Pt 2. Em dezembro lançou o single Neo Thang.

## Lançamento e repercussão
Em 6 de junho de 2023, Urias divulgou, através das redes sociais, a capa de seu segundo álbum de estúdio, Her Mind, que chegou às plataformas digitais em 8 de junho de 2023,  com 13 faixas em português, espanhol e inglês.  
O álbum estreou na 1ª posição na parada de álbuns mais vendidos do iTunes Paraguay. A  faixa “Magnata” alcançou a 1ª posição na parada de músicas mais vendidas do ITunes Brasil.  
Uma versão deluxe foi lançada em 21 de novembro de 2023, intitulada "Her Mind – Blossom Edition", que inclui três faixas inéditas: “Rolling”, “Trip” e “Suave”, além de um remix da música “Ultimate One”, com participação do rapper americano Cakes da Killa. No dia 19 de dezembro de 2024, foi lançado o álbum ao vivo "Her Mind (Live)".  

## Título, capa e temática

Urias usou artigo de estudo cerebral que associa identidade de gênero à elementos biológicos, para a criação do Her Mind

Em 6 de junho de 2023, Urias revelou a arte da capa de Her Mind, em suas redes sociais. Na imagem da capa, ela está com corpo e rosto todo de cor "rosa", está de pé, e na frontal da cabeça há um "cérebro", "prateado". 
Sobre a capa do álbum, Urias explica:  

"são duas cores que juntas representam a natureza, o verde das folhas e o rosa do florescer, é um conjunto de cores que representa o contato com natureza. A logo do HER MIND é uma moeda em que a moeda de troca não é mais o meu corpo e sim a mente."— Urias, para Papel Pop

## Turnê
Her Mind Tour é a segundo turnê da cantora e compositora brasileira, Urias, para promover seu segundo álbum de estúdio, Her Mind. A turnê terá início em São Paulo, no dia 5 de julho, e em outubro na primeira edição do The Town.

## Lista de faixas
| N.º            | Título            | Compositor(es)                                      | Produtor(es)   | Duração |  |
| 1.             | "Crack The Code"  | Urias Number Teddie Maffalda                        | Maffalda       | 1:17    |  |
| 2.             | "Ultimate One"    | Urias Number Teddie Maffalda                        | Maffalda       | 2:10    |  |
| 3.             | "R.I.P"           | Urias Number Teddie Maffalda Gorky Zebu             | Brabo          | 2:09    |  |
| 4.             | "Danger"          | Urias Number Teddie Maffalda                        | Maffalda       | 2:15    |  |
| 5.             | "The Way I Drop"  | Urias Number Teddie Maffalda Gorky Zebu             | Brabo          | 2:42    |  |
| 6.             | "Major"           | Urias Number Teddie Maffalda                        | Maffalda       | 2:19    |  |
| 7.             | "So Dumb"         | Urias Davi Sabbag Gorky Number Teddie Maffalda Zebu | Maffalda       | 3:04    |  |
| 8.             | "Blossom"         | Urias Alice Caymmi Number Teddie Maffalda           | Brabo          | 2:19    |  |
| 9.             | "Magnata"         | Urias Number Teddie Maffalda                        | Maffalda       | 1:45    |  |
| 10.            | "Neo Thang"       | Urias Number Teddie Maffalda                        | Maffalda       | 2:31    |  |
| 11.            | "Cuntelectual"    | Urias Davi Sabbag Gorky Number Teddie Maffalda Zebu | Maffalda       | 2:11    |  |
| 12.            | "Je Ne Sais Quoi" | Urias Gorky Number Teddie Maffalda Zebu             | Brabo          | 2:18    |  |
| 13.            | "Her Mind"        | Urias Number Teddie Maffalda                        | Maffalda       | 2:14    |  |
| Duração total: | Duração total:    | Duração total:                                      | Duração total: | 31:23   |  |

## Histórico de lançamento
| País   | Data               | Formato(s)                 | Gravadora | Ref.   |
| ------ | ------------------ | -------------------------- | --------- | ------ |
| Vários | 8 de junho de 2023 | Download digital streaming | Mataderos | [ 11 ] |